# Cinco poderes del budismo
En el budismo, los cinco poderes (en sánscrito e idioma pali: pañcha bala) son:
- Saddha (Fe), que contrarresta la duda
- Viriá (esfuerzo), que contrarresta la pereza
- Sati (Conciencia plena, claridad mental, decisión), que controla el vagabundeo
- Samadhi (concentración), que contrarresta la distracción
- Prajñā (sabiduría), que contrarresta la ignorancia.

Son facetas paralelas a los cinco indriya o sentidos espirituales que conducen a la iluminación y aparecen en el Bodhipakkhiya dhamma.